# Faustine la Jeune
Pour les articles homonymes, voir Faustine.
Faustine la Jeune (Faustina Minor), de son nom latin Annia Galeria Faustina (v. 125/130 – 175), est une impératrice romaine, épouse de Marc Aurèle.

## Biographie

### Origines et jeunesse
Fille d'Antonin le Pieux et de Faustine l'Ancienne (Faustina Maior), elle reçoit le prénom de sa mère. C'est la benjamine des quatre enfants du couple impérial, et c'est la seule qui ne meurt pas durant l'enfance.
Elle est née et a été élevée à Rome.
Son grand-oncle, l'empereur Hadrien, arrange avec son père Antonin son mariage avec Lucius Verus ; ils sont fiancés le 25 février 138. Le père de Vérus, adopté par Hadrien sous le nom de Lucius Aelius Caesar, est promis au trône impérial, mais, lorsqu'il meurt, Hadrien adopte le père de Faustine, qui devient l'héritier impérial. Antonin rompt les fiançailles de sa fille et elle est fiancée avec son cousin Marc Aurèle, adopté officiellement par son père, en 138.

### Héritière impériale
Elle épouse l'empereur Marc Aurèle, son cousin germain, en avril 145. On sait peu de choses sur la cérémonie du mariage, même si des pièces de monnaie, avec les têtes du couple et celle d'Antonin, Pontifex Maximus (pontife suprême), ont été frappées.
Elle devient la mère du futur empereur Commode en 161.

### Impératrice
Le 7 mars 161, à la mort d'Antonin le Pieux, Marcus et Lucius Vérus deviennent co-empereurs. Faustine reçoit le titre d'Augusta et devient impératrice.
Peu de sources romaines la décrivent. Dion Cassius et l'Histoire Auguste dressent d'elle un portrait peu flatteur : très volage, elle aurait trompé son mari avec des gladiateurs et des légionnaires.
Elle accompagne son époux dans ses campagnes militaires (ce qui lui vaut d'être appelée Mater castrorum, « Mère des camps »), par les soldats.
Elle serait impliquée dans la révolte d'Avidius Cassius. Inquiète de la santé défaillante de son époux, elle cherche un protecteur, son fils Commode n'ayant alors que 13 ans. Elle souhaite aussi trouver un contre-poids à l'influent Tiberius Claudius Pompeianus, en position de force pour obtenir le poste de princeps à la mort de Marc Aurèle. Mais la révolte échoue.

### Mort et postérité
Durant l'hiver 175/176, elle meurt, à la suite d'un accident, en Cappadoce dans le camp militaire d'Halala, une cité située près des Monts Taurus. Marc Aurèle est profondément affecté par sa mort ; il l’enterre (elle n'est pas incinérée) dans le mausolée d'Hadrien à Rome, dans un sarcophage de marbre sculpté. Elle reçoit les honneurs divins : sa statue est placée dans le temple de Vénus à Rome et un temple lui est dédié. Le nom d'Halala est changé en Faustinopolis et Marc Aurèle ouvre des écoles pour orphelines appelées Puellae Faustinianae (les Filles de Faustine). Les bains de Faustine à Milet sont ainsi dénommés en son honneur.

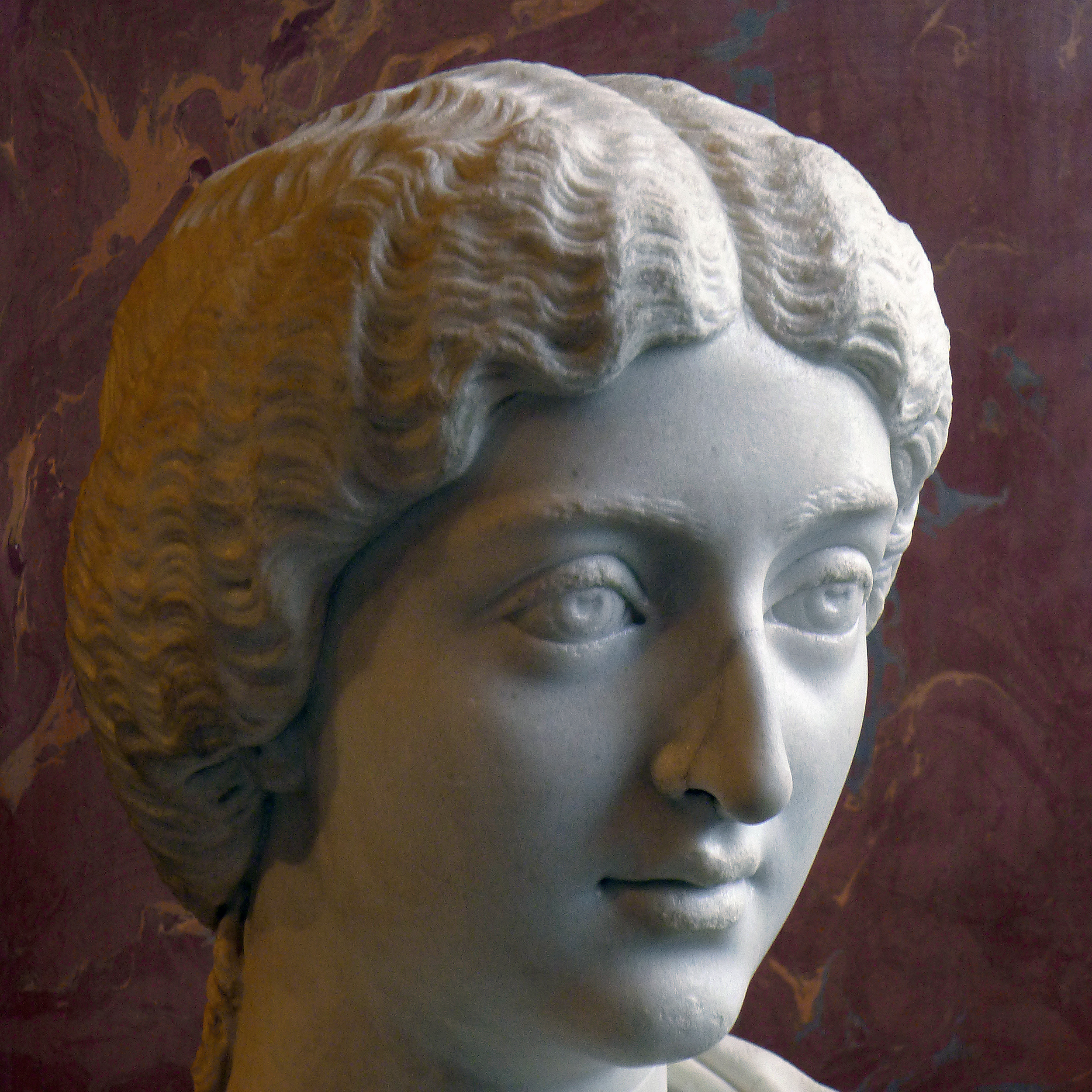
Tête de Faustine la jeune (portrait posthume, vers 180-190) - Musée du Louvre (Ma1176, détail).
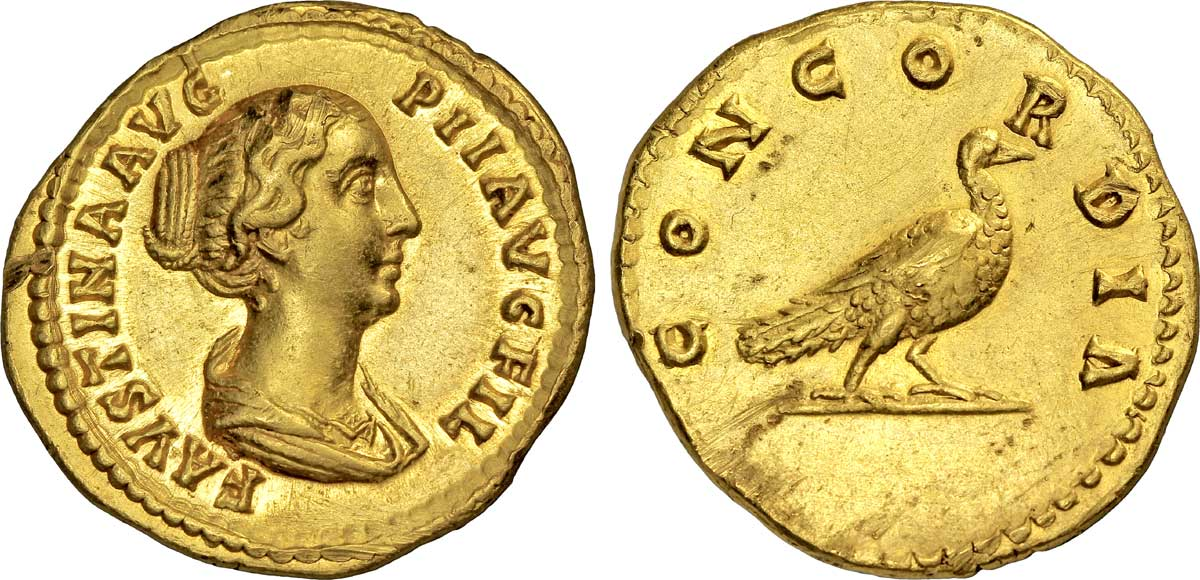
Aureus à l'effigie de Faustine la Jeune. Date : 148-150.
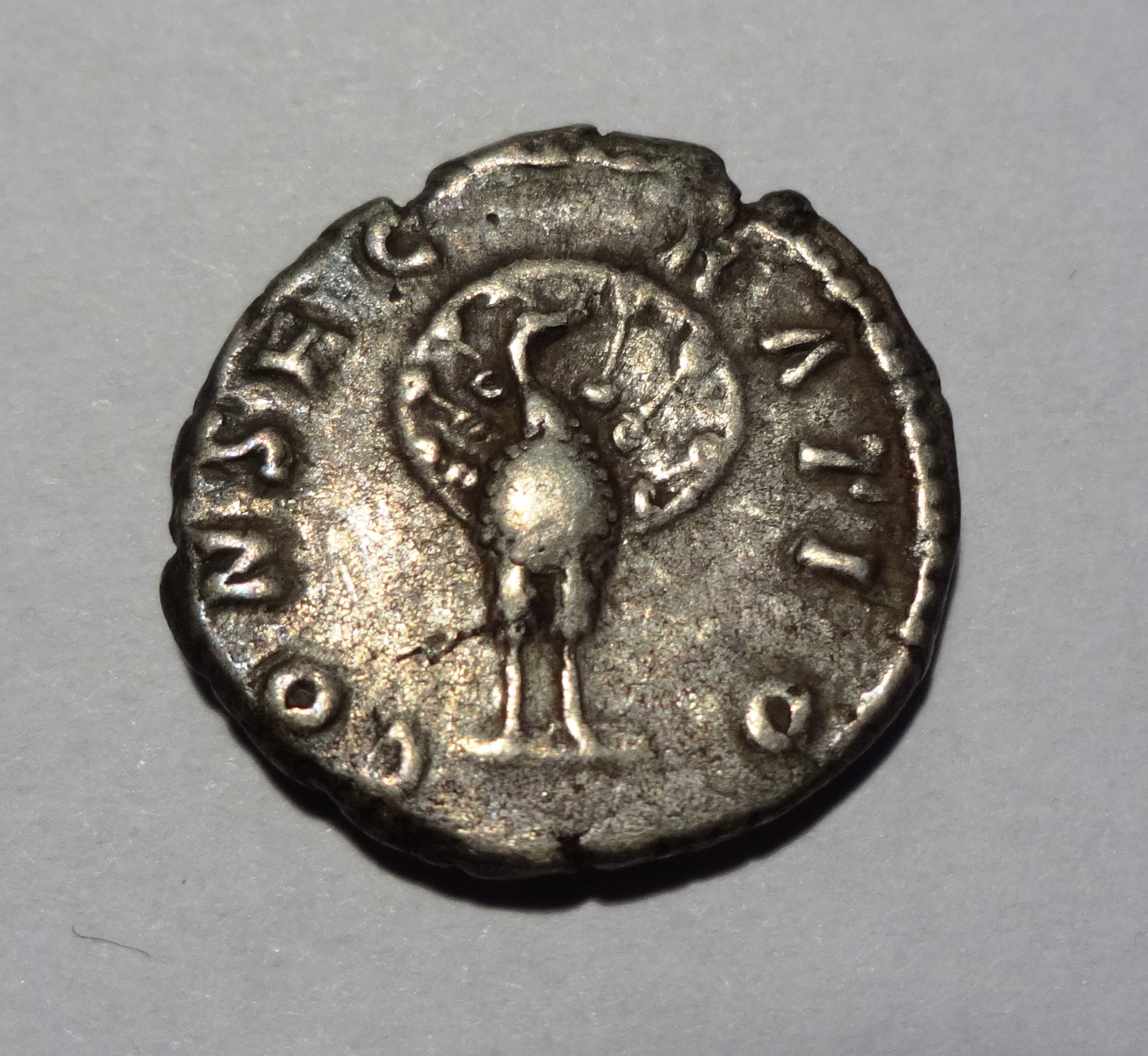
Denier de consécration de Faustine

### Descendance

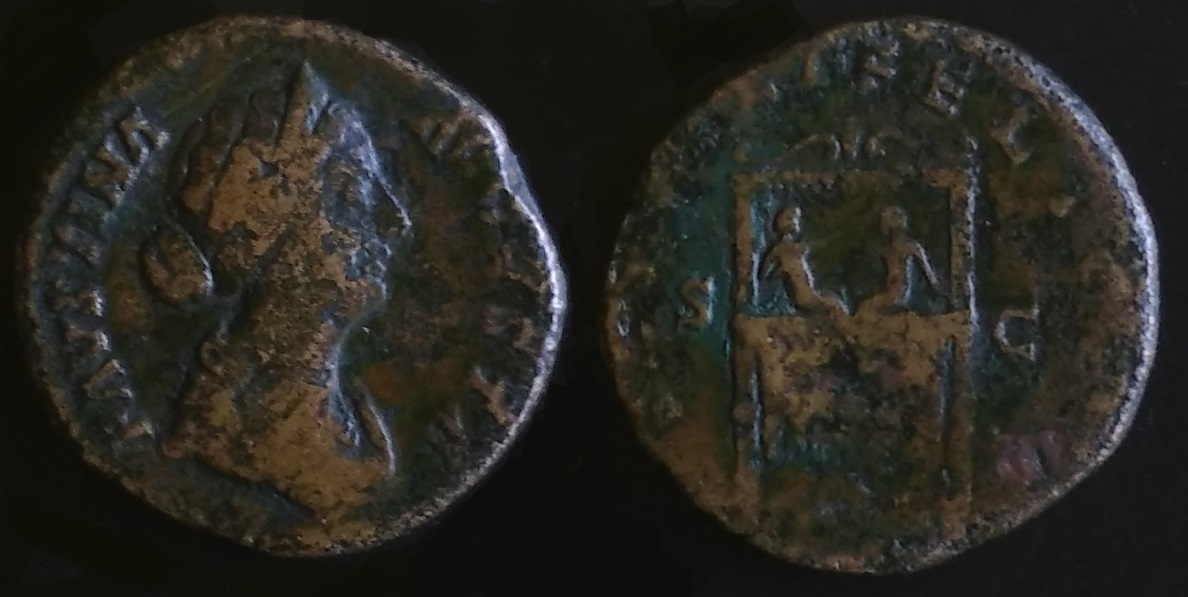
Sesterce émis en 161 pour célébrer la naissance de Commode et de son frère jumeau.

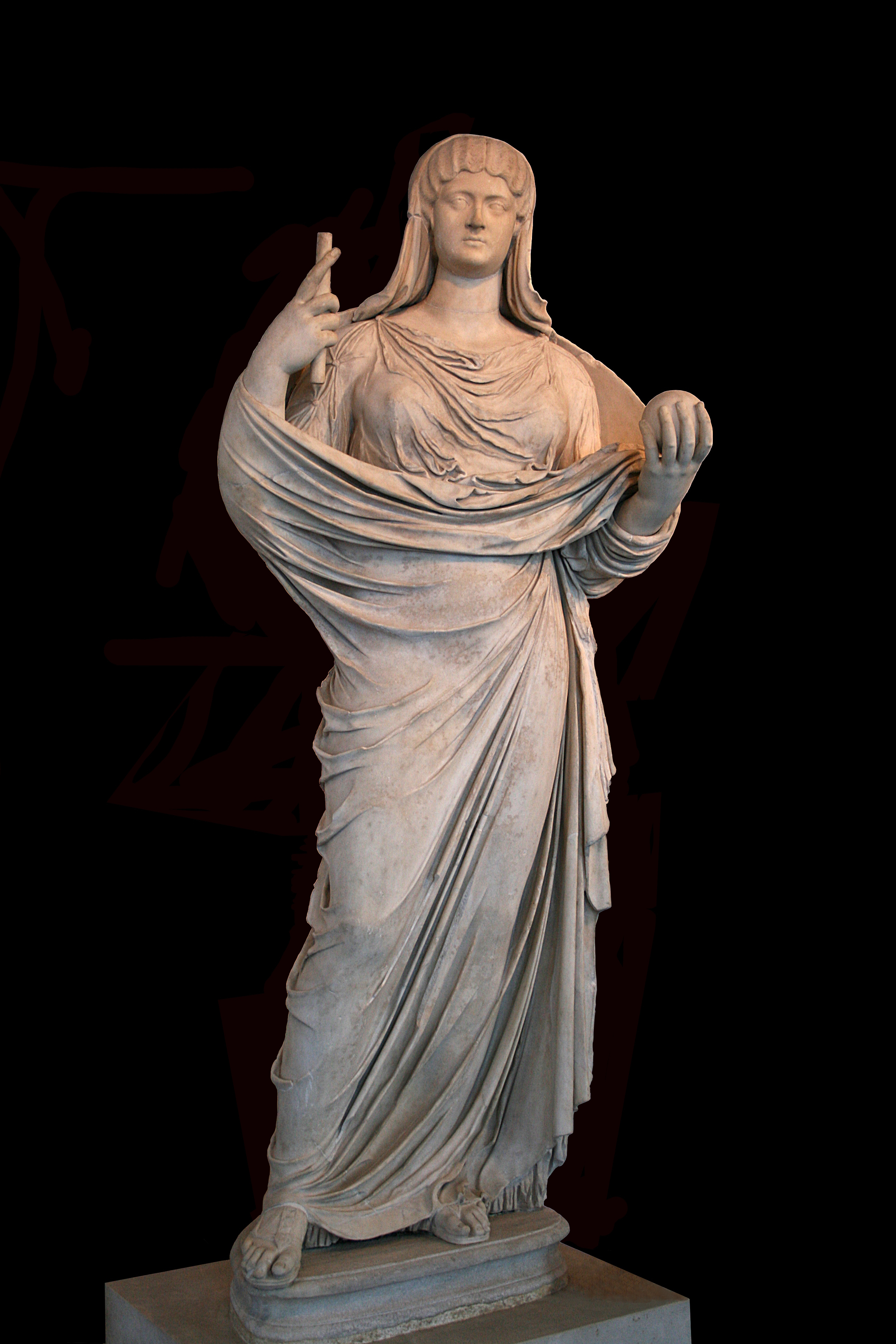
Faustine la jeune. Sculpture réalisée en 165 apr. J.-C., exposée au Palais Massimo des Thermes à Rome.

En trente ans de mariage, Faustine et Marc Aurèle ont eu treize enfants : 
1. Annia Aurelia Galeria Faustina (147–après 165) ;
2. Gemellus Lucillae (mort vers 150), frère jumeau de Lucilla ;
3. Annia Aurelia Galeria Lucilla (148/50–182), sœur jumelle de Gemellus, épouse du co-empereur Lucius Verus ;
4. Titus Aelius Antoninus (né après 150, mort avant le 7 mars 161) ;
5. Titus Aelius Aurelius (né après 150, mort avant le 7 mars 161) ;
6. Hadrianus (152–157) ;
7. Domitia Faustina (née après 150, morte avant le 7 mars 161) ;
8. Annia Aurelia Fadilla (159–après 211) ;
9. Annia Cornificia Faustina Minor (160–après 211) ;
10. Titus Aurelius Fulvus Antoninus (161–165), frère jumeau de Commode ;
11. Lucius Aurelius Commodus Antoninus (Commode) (161–192), frère jumeau de Titus Aurelius Fulvus Antoninus ;
12. Marcus Annius Verus Caesar (162–169) ;
13. Vibia Aurelia Sabina (170–morte avant 217).

#### Ouvrages généraux
- Marie-Nicolas Bouillet  et Alexis Chassang (dir.), « Faustine la Jeune » dans Dictionnaire universel d’histoire et de géographie, 1878 (lire sur Wikisource)

#### Études spécialisées
- Ernest Renan, « Examen de quelques faits relatifs à l'impératrice Faustine, femme de Marc-Aurèle », Comptes rendus des séances de l'Académie des Inscriptions et Belles-Lettres, vol. 11ᵉ année,‎ 1867, p. 202-215. (lire en ligne)
- Fernand Daucé, « Découverte à Rennes d'une pièce de Faustine jeune », Annales de Bretagne, t. 75, no 1,‎ 1968, p. 270-276. (lire en ligne)
- Gérard Minaud, Les vies de 12 femmes d’empereur romain — Devoirs, intrigues et voluptés, Paris, L’Harmattan, 2012, chap. 8, La vie de Faustine, femme de Marc-Aurèle, p. 189–210.
- Christian Settipani, Continuité gentilice et Continuité familiale dans les familles sénatoriales romaines à l'époque impériale, Linacre College, Oxford University, coll. « Prosopographica & Genealogica », 2000, 597 p. (ISBN 1-900934-02-7)